# Usines Pétolat, Dijon

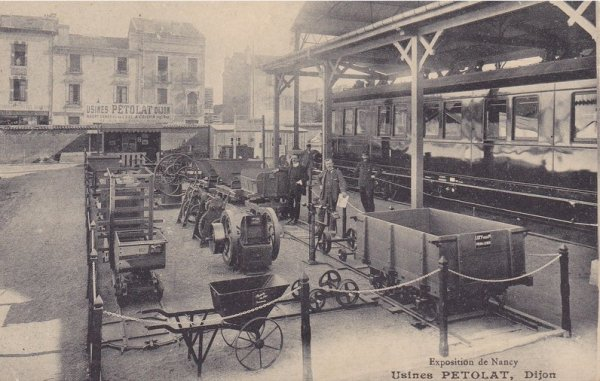
Usines Petolat, Dijon

Die Usines Pétolat, Dijon stellten Schienenfahrzeuge und Baumaschinen her, insbesondere für Feld- und Schmalspurbahnen für den Bergbau.

## Geschichte
Die Fabrik wurde 1884 von Alfred Pétolat (1849–1916) in der Avenue de Stalingrad in Dijon gegründet.
Während des Ersten Weltkriegs stellte sie 500 Wagen pro Jahr her. In der Nachkriegszeit(1927) hatte sie 435 Mitarbeiter.
1958 schloss sich die Firma Pétolat mit den Etablissements Boilot S.A. aus Puteaux zusammen, um Baukräne der Marke Boilot-Pétolat herzustellen. Das Unternehmen wurde schließlich mit seinen 305 Mitarbeitern von der Pariser Firma Manubat übernommen.

## Produkte

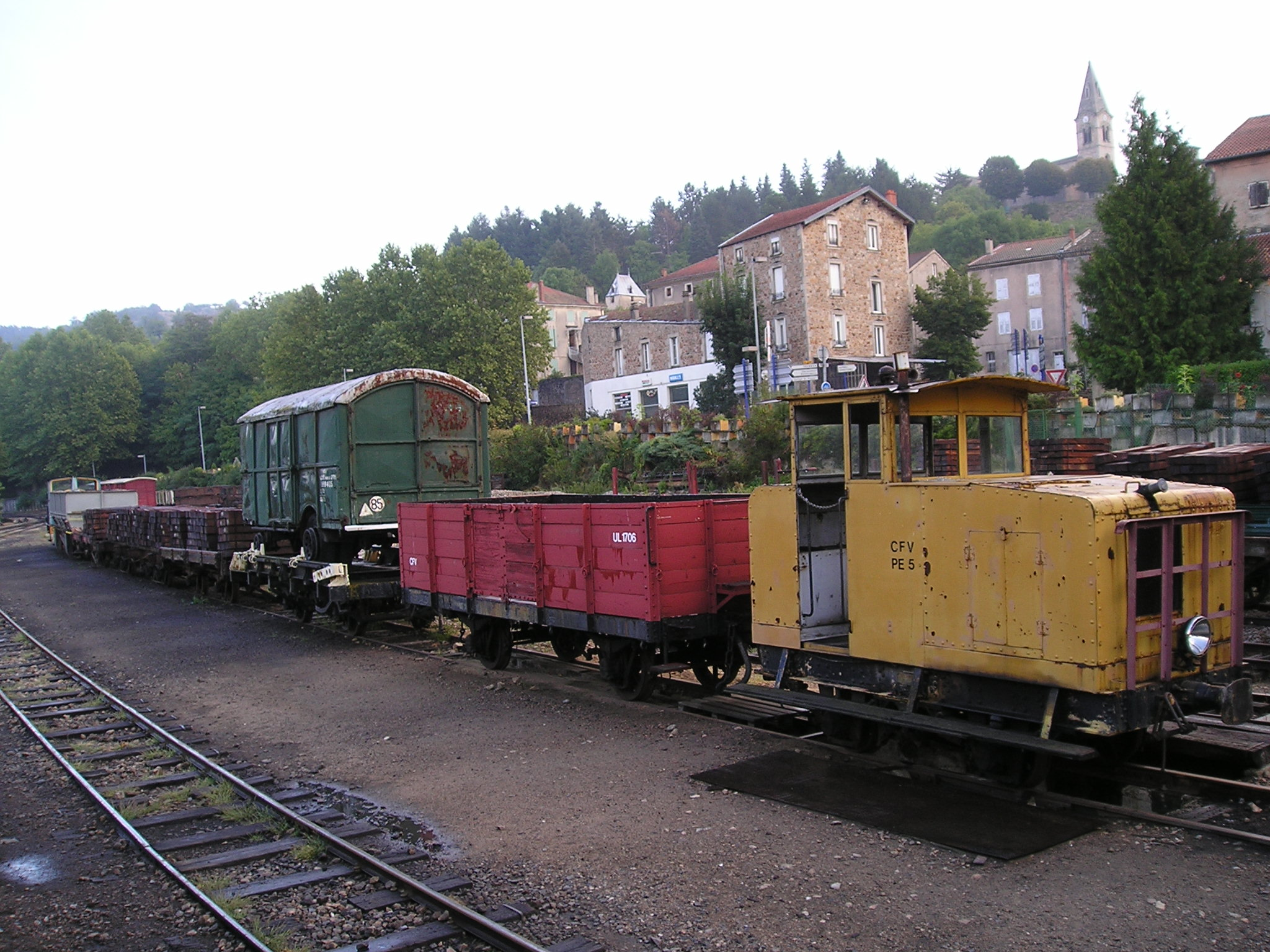
Diesellok des Chemin de fer du Vivarais in Lamastre

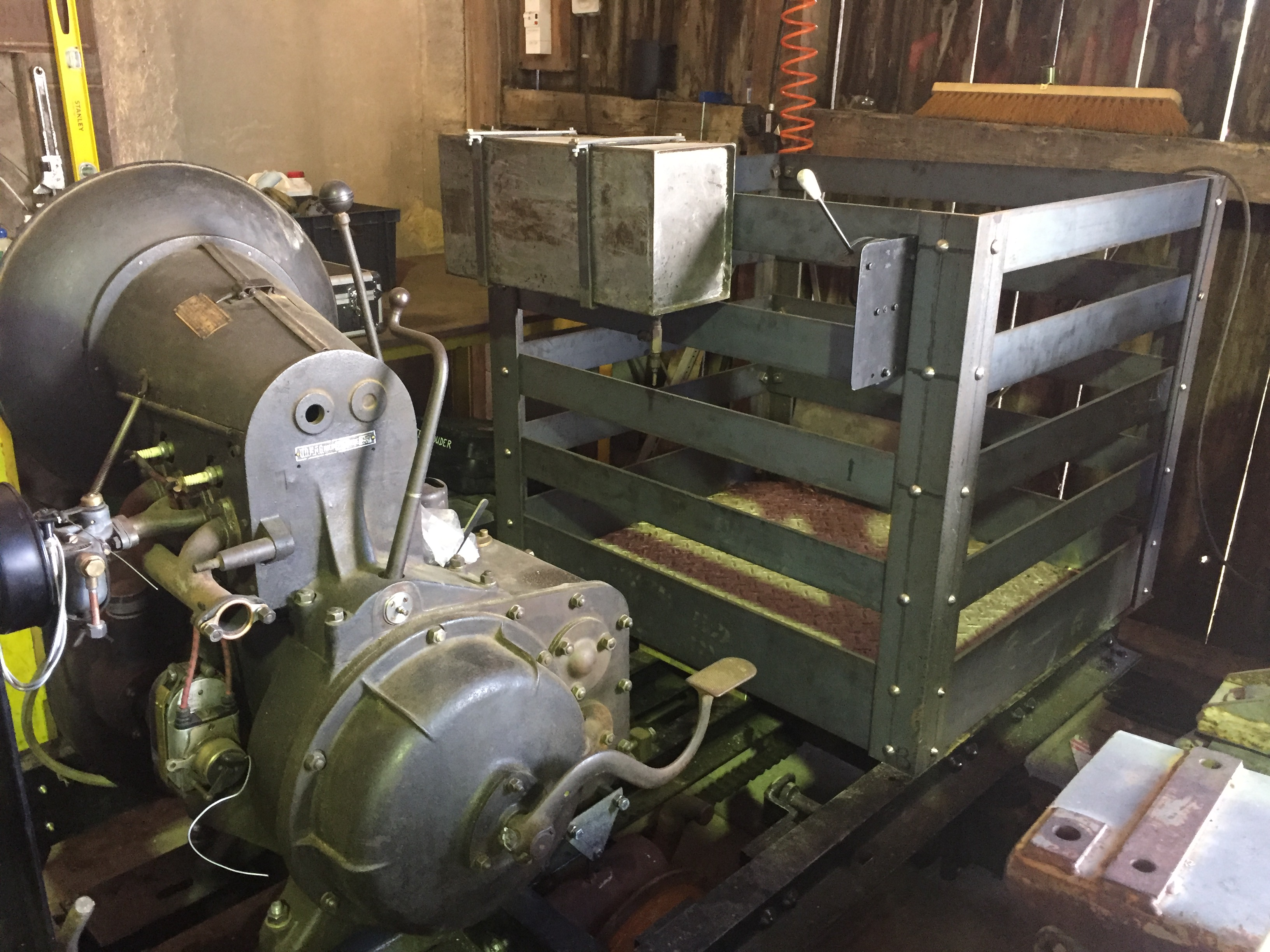
Pétolat-Locotracteur von 1929 im Musée Provençal des Transports

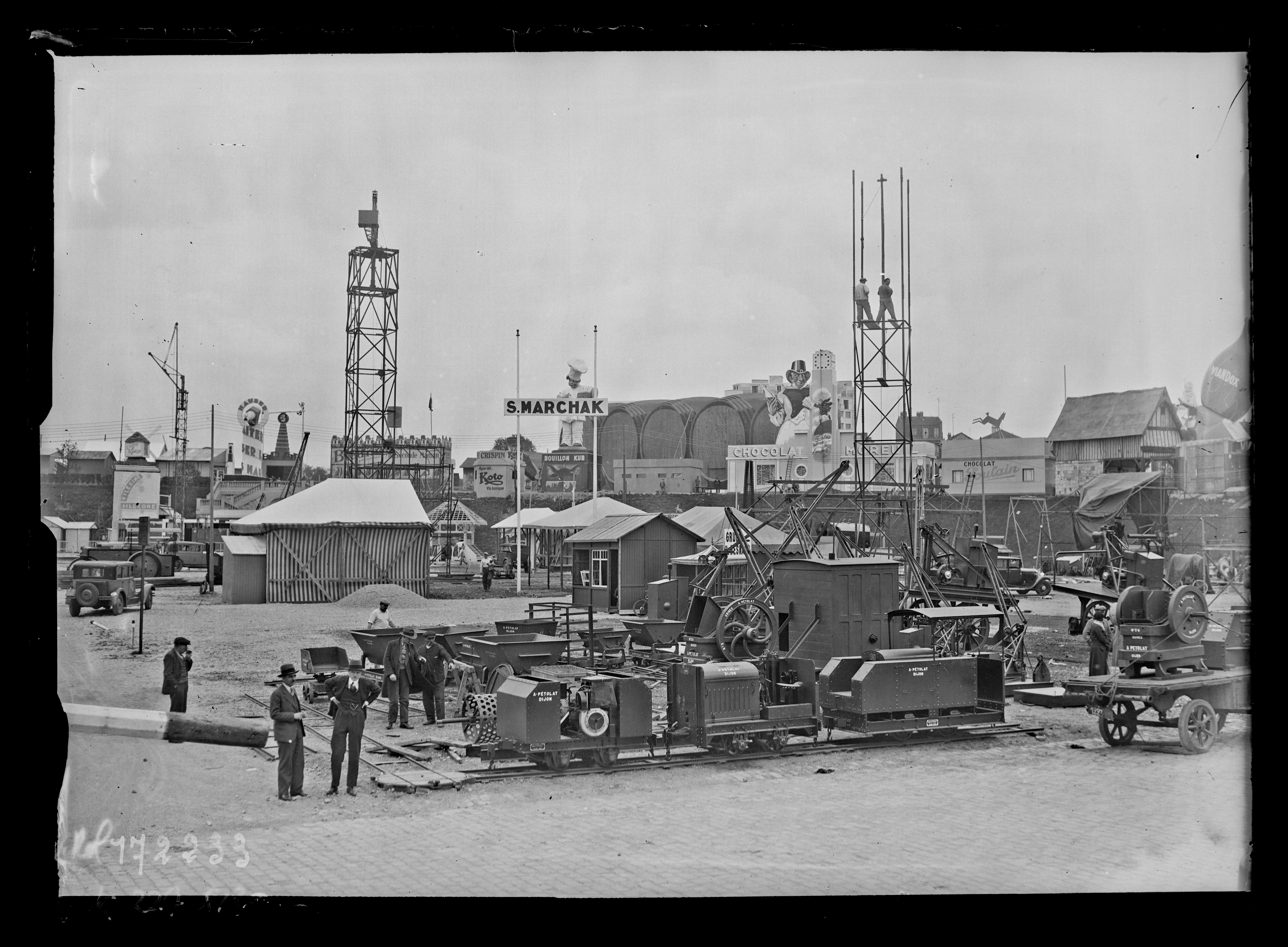
Ausstellung der Feldbahn-Produkte auf dem Foire de Paris, 1933

In den 1920er und 1930er Jahren wurden Feldbahnschienen und -zubehör, Weichen, Wagen aus Holz und Metall, Kipploren, Dampf- und Diesellokomotiven, Steinbrecher, Mischer, Betonmischer und Pumpen hergestellt.

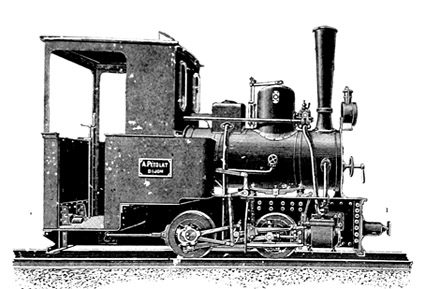
Dampflokomotiven
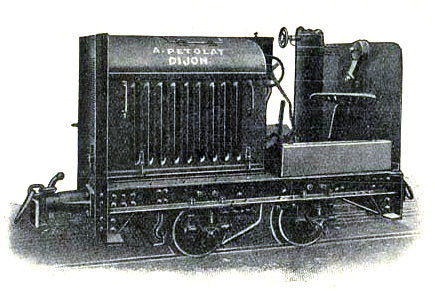
Diesellokomotiven
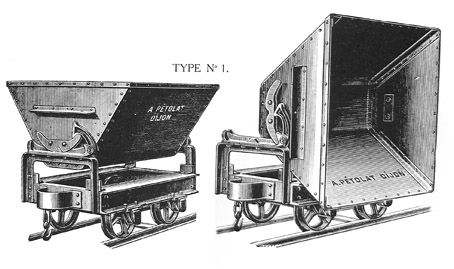
Kipploren
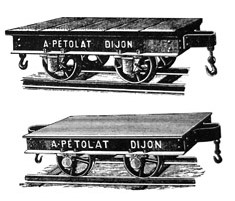
Feldbahnflachwagen
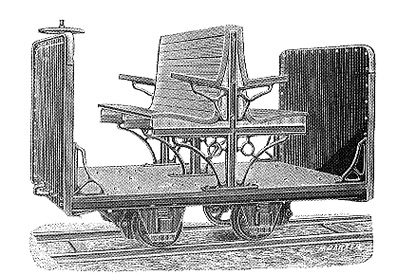
Personenwagen
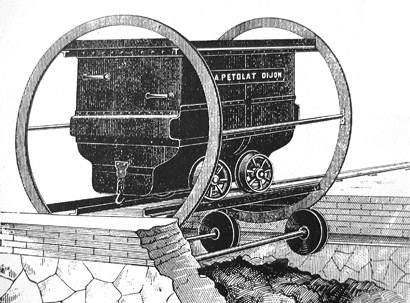
Entladevorrichtungen für Bergbau-Hunte

## Ehemalige Standorte
- 32, Avenue de Stalingrad, wo später Erhel Hydris war
- 71, Avenue du Drapeau, wo heute das Collège Gaston Roupnel ist[1]